# روسكو لي براون
روسكو لي براون (بالإنجليزية: Roscoe Lee Browne)‏ مواليد 2 مايو 1922 في نيوجيرسي، الولايات المتحدة - الوفاة 11 أبريل 2007 في لوس أنجلوس، هو ممثل ومخرج أمريكي بدأ مسيرته الفنية سنة 1960. هو من الحائزين على جائزة إيمي. امتدت مسيرته الفنية لأكثر من 47 عاما.

## الأعمال

### مسلسلات
- استبصار
- مانيكس
- بونانزا
- بارني ميلر
- مودي
- ملك
- بنسون
- عرض كوسبي
- ماجنوم بي آي
- فالكون كريست
- كوسبي
- عائلة ثورنبيري
- إي آر
- الدرع
- ويل وغريس

## الجوائز
الفوز:
- جائزة إيمي

الترشيحات:
- جائزة توني لأفضل ممثل في مسرحية

## روابط خارجية
- روسكو لي براون على موقع IMDb (الإنجليزية)
- روسكو لي براون على موقع ألو سيني (الفرنسية)
- روسكو لي براون على موقع ميوزك برينز (الإنجليزية)
- روسكو لي براون على موقع أول موفي (الإنجليزية)
- روسكو لي براون على موقع قاعدة بيانات برودواي على الإنترنت (الإنجليزية)
- روسكو لي براون على موقع قاعدة بيانات الأفلام السويدية (السويدية)
- روسكو لي براون على موقع إن إن دي بي (الإنجليزية)
- روسكو لي براون على موقع ديسكوغز (الإنجليزية)
- روسكو لي براون على موقع قاعدة بيانات الفيلم (الإنجليزية)
- روسكو لي براون على موقع كينوبويسك (الروسية)